# Лаурія
Лаурія (італ. Lauria) — муніципалітет в Італії, у регіоні Базиліката,  провінція Потенца.
Лаурія розташована на відстані близько 350 км на південний схід від Рима, 70 км на південь від Потенци.
Населення — 13 033 особи (2014).

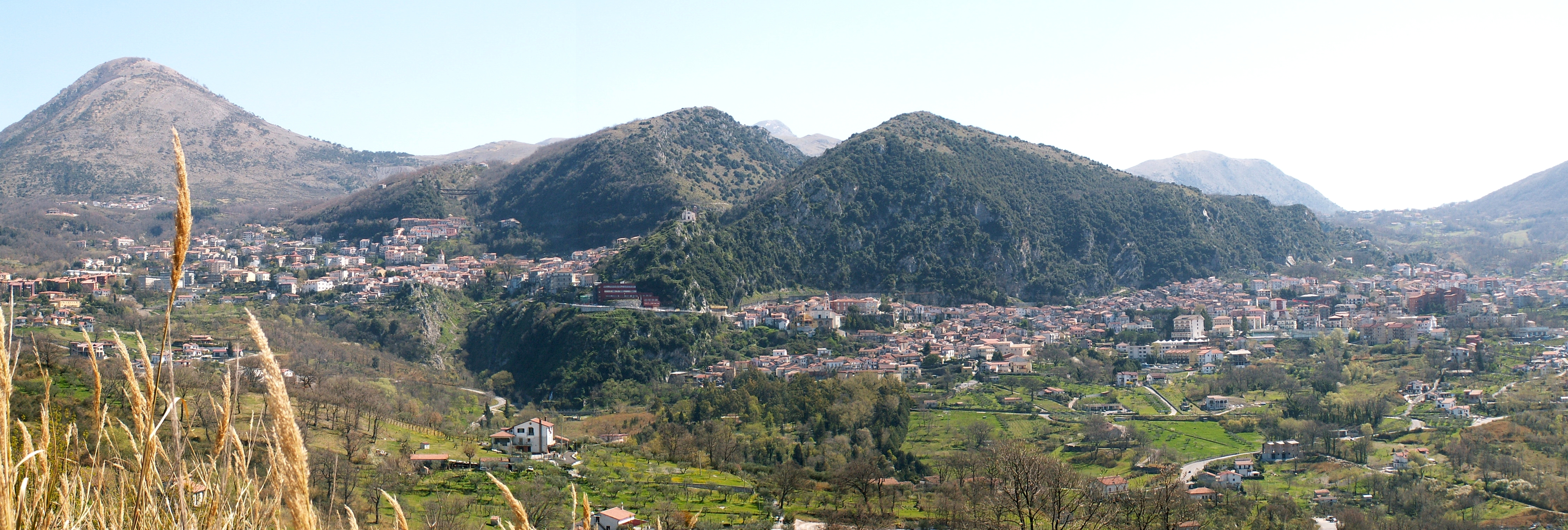

Щорічний фестиваль відбувається 6 червня. Покровитель — san nicola.

## Демографія
Населення за роками:

Станом на 1 січня 2023 року в муніципалітеті офіційно проживали 252 іноземці з 27 країн, серед них 99 громадян країн Євросоюзу та 26 громадян України.

## Сусідні муніципалітети
- Кастеллуччо-Суперіоре
- Кастельсарачено
- Лагонегро
- Лаїно-Борго
- Латроніко
- Молітерно
- Немолі
- Тортора
- Треккіна